# Велика Ченчер
Велика Ченче́р (рос. Большая Ченчерь) — присілок у складі Казанського району Тюменської області, Росія.
Стара назва — Ченчер.
Населення — 427 осіб (2010, 496 у 2002).
Національний склад станом на 2002 рік:
- росіяни — 83 %